# Шолантобе
Шолантобе́ (каз. Шолаңтөбе) — село у складі Келеського району Туркестанської області Казахстану. Входить до складу Бозайського сільського округу.
У радянські часи село називалось «Отділення № 3 совхоза імені Ахунбабаєва».
Населення — 48 осіб (2021; 82 у 2009, 65 у 1999).